# Chandre, Pandavapura
Chandre là một làng thuộc tehsil Pandavapura, huyện Mandya, bang Karnataka, Ấn Độ.